# Aphelandra porphyrolepis
Aphelandra porphyrolepis är en akantusväxtart som beskrevs av Emery Clarence Leonard. Aphelandra porphyrolepis ingår i släktet Aphelandra och familjen akantusväxter. Inga underarter finns listade i Catalogue of Life.